# Предыбайлов, Виталий Митрофанович
Вита́лий Митрофа́нович Предыба́йлов (5 декабря 1935, Новоград-Волынский — 15 июля 2022, Ярославль) — советский и российский хозяйственный деятель. Депутат Государственной Думы третьего созыва (1999—2003). Заслуженный работник транспорта Российской Федерации. 

## Биография
Среднюю школу окончил в подмосковном Фрязино, где после войны служил отец. А потом поступил в Белорусский институт инженеров железнодорожного транспорта.
С 1983 по 13 января 2000 года — начальник Северной железной дороги. Был членом Коллегии Министерства путей сообщения РФ.
Умер 15 июля 2022 года. Похоронен на Воинском мемориальном кладбище Ярославля.

### Депутат Госдумы
19 декабря 1999 года был избран депутатом Государственной думы РФ третьего созыва по Котласскому избирательному округу.

## Память
- В честь Виталия Предыбайлова назван скорый дневной фирменный поезд РЖД №101/102[3], 103/104[4], 105/106[5] (Ярославль-Главный — Москва Ярославская — Ярославль-Главный).